# Munkács vasútállomás
Munkács vasútállomás egy ukrajnai vasútállomás, Munkács településen, melyet az UZ üzemeltet.

## Vasútvonalak
Az állomást az alábbi vasútvonalak érintik:
- Csap–Bátyú–Munkács–Lviv-vasútvonal

## Kapcsolódó állomások
A vasútállomáshoz az alábbi állomások vannak a legközelebb:
- Mukachevo-Prylad
- Munkács átrakó

## Forgalom
| Járat                        | Útvonal | Gyakoriság   |
| ---------------------------- | --- | ------------ |
| személyvonat                 | Záhony – Чоп (Csap) (– napi 1 tovább Мукачево (Munkács)) | 2-4 óránként |
| Latorca nemzetközi InterCity | Budapest-Nyugati – Zugló – Kőbánya-Kispest – Ferihegy – Cegléd – Szolnok – Püspökladány – Hajdúszoboszló – Debrecen – Nyíregyháza – Kisvárda – Záhony – Чоп (Csap) – Мукачево (Munkács) | Napi 1-2 pár |
| Hortobágy EuroCity           | Wien Hauptbahnhof (Bécs) – Hegyeshalom – Mosonmagyaróvár – Győr – Tatabánya – Budapest-Kelenföld – Budapest-Keleti – Szolnok – (Szajol →) Törökszentmiklós – (Fegyvernek-Örményes →) Kisújszállás – Karcag – Püspökladány – (Kaba →) Hajdúszoboszló – (Ebes →) Debrecen – Nyíregyháza – Demecser – Kisvárda – Záhony (közvetlen kocsikkal tovább: Csap (Чоп) – Munkács (Мукачево) – Szolyva (Свалява) – Szlavszke (Славське) – Sztrij (Стрий) – Lviv-Holovnij (Льві́в-Головни́й) – Kijiv-Paszazsirszkij (Київ-Пасажирський)) | Napi 1 pár   |